# Charles Boyer
Charles Boyer (Figeac, Occitania, 28 de agosto de 1899-Phoenix, 26 de agosto de 1978) fue un actor francés que protagonizó varias películas clásicas de Hollywood.

## Biografía
Nacido en Figeac, Boyer comenzó haciendo teatro, pero encontró éxito en películas de Europa y Hollywood durante los años 20 y 30. Continuó haciendo películas durante las siguientes décadas. Adoptó la nacionalidad estadounidense.
Charles Boyer llegó a trabajar como partenaire de las divas Marlene Dietrich (The Garden of Allah, 1936) y Greta Garbo (Maria Walewska, 1937) pero fue su trabajo en Algiers (1938) lo que causó su popularidad inicial.
Actualmente es más bien recordado por su papel en la película de 1944 Gaslight donde trata de convencer al personaje de Ingrid Bergman de que estaba perdiendo la razón.
En 1950, apareció en el escenario de Broadway con uno de sus papeles más importantes, como Don Juan, en el tercer acto de la obra Man and Superman de George Bernard Shaw. Fue dirigido por el actor Charles Laughton. Laughton coprotagonizó como el diablo, con Cedric Hardwicke como la estatua del comendador asesinado por Don Juan, y Agnes Moorehead como Doña Ana, hija del comendador, una de las últimas conquistas de Juan. La producción fue un éxito entre la crítica, y fue grabada por Columbia Records, una de las primeras grabaciones de una obra dramática no musical. Hasta 2006, sin embargo, nunca había sido lanzada en CD.
En 1948 Charles Boyer fue nombrado miembro de la Legión de Honor francesa. Continuó actuando hasta algunos años antes de su muerte. Su última gran interpretación fue en una película High Lama en una versión musical de Lost Horizon (1973).
Por sus contribuciones a la industria del cine y televisión, Charles Boyer tiene dos estrellas en el Paseo de la Fama de Hollywood en 6300 Hollywood Blvd.
Dos días después de que su esposa, la actriz británica Pat Paterson, muriera de cáncer, Charles Boyer se suicidó con  una sobredosis de Seconal. Fue sepultado en el Cementerio de Holy Cross, Culver City, California, Estados Unidos junto a su esposa y su hijo Michael Charles Boyer, quien se había suicidado en 1965 a la edad de 21 años.
Como curiosidad, en España es muy conocido el dicho de no te enrolles, Charles Boyer que durante años han usado las madres españolas haciendo referencia al escaqueo por parte de los niños para hacer las cosas o los deberes.

## Filmografía seleccionada
- Red-Headed Woman (1932)
- Liliom (1934)
- Break of Hearts (1935)
- El jardín de Alá (The Garden of Allah) de Richard Boleslawski
- History Is Made At Night (1937)
- Conquest (Maria Walewska, 1937)
- Algiers (1938)
- Tú y yo (1939)
- All This and Heaven Too (1940)
- Si no amaneciera (1941)
- Back Street (1941)
- Tales of Manhattan (1942)
- The Constant Nymph (1943)
- Gaslight (1944)
- Cluny Brown (1946)
- Madame de (1953)
- La vuelta al mundo en 80 Días (1956)
- El Bucanero (1958)
- Fanny (1961)
- Los cuatro jinetes del apocalipsis (1962)
- ¿Arde París? (1966)
- Casino Royale (1967)
- Barefoot in the Park (1967)

## Televisión
- Four Star Playhouse (años '50)
- The Rogues (años '60)

## Premios y distinciones
Premios Óscar
| Año  | Categoría   | Película        | Resultado |
| ---- | ----------- | --------------- | --------- |
| 1938 | Mejor actor | Maria Walewska  | Nominado  |
| 1939 | Mejor actor | Argel           | Nominado  |
| 1945 | Mejor actor | Luz que agoniza | Nominado  |
| 1962 | Mejor actor | Fanny           | Nominado  |

Festival Internacional de Cine de Cannes
| Año  | Categoría   | Película | Resultado |
| ---- | ----------- | -------- | --------- |
| 1974 | Mejor actor | Stavisky | Ganador   |